# Список умерших в 970 году
В этой статье представлен список известных людей, умерших в 970 году.
См. также: Категория:Умершие в 970 году

## Январь
- 2 января — Муса Байташ Бугра-хан (15) — хакан Караханидского государства.
- 18 января — Гаттон II — архиепископ Майнца (968—970).
- 30 января — Пётр I — царь Болгарии (927—969)

## Февраль
- 5 февраля — Полиевкт — патриарх Константинопольский (3 апреля 956—5 февраля 970)
- 22 февраля — Гарсия I Санчес — король Наварры (925—970), граф Арагона (943—970)

## Июнь
- июнь — Фернан Гонсалес — граф Кастилии и Бургоса (931—944 и 945—970)

## Сентябрь
- 23 сентября — Ат-Табарани (97) — толкователь Корана, исламский правовед и хадисовед.

## Ноябрь
- 7 ноября — Абу Бакр аль-Аджурри — исламский богослов, хадисовед и правовед

## Декабрь
- 8 декабря — Абу-ль-Фадль ибн аль-Амид — политический деятель, визирь Рукн ад-Даула.

## Точная дата смерти неизвестна
- Ладжладж — игрок и теоретик шатранджа
- Мервинна Ромсейская — святая игумения Ромсейская
- Ноуи ап Гуриад — король Гвента (955—970).
- Хасдай ибн Шапрут — еврейский учёный, меценат и политический деятель; врач и советник кордовского халифа Абд ар-Рахмана III
- Юдикаэль Беранже — граф Ренна (920—970)